# Naqi'a
Naqi'a, död efter år 668 f.Kr., var en assyrisk drottning, gift med kung Sennacherib, mor till kung Esarhaddon och farmor till kung Ashurbanipal. Hon utövade någon form av formellt legitimt inflytande, som rådgivare eller regent, under sin sons regeringstid. Hon är den enda av Assyriens drottningar utom Sammu-ramat , som hade någon form av maktposition.

## Biografi
Naqi'as bakgrund är okänd, men hon ska ursprungligen ha hetat Zakutu. Hon tros dock inte ha varit från Assyrien, utan möjligen från Araméen eller Syrien. Hon hamnade före år 713 i Sennacheribs harem, och blev mor till Esarhaddon, som ska ha varit den yngste av Sennacheribs åtminstone elva söner. Sennacherib blev kung år 705. Det är okänt när hon fick titeln drottning, om det alls skedde: hon var i varje fall ursprungligen endast en konkubin och "palatskvinna".
När kungens äldste son och tronföljare Assur-nadin-sumi avled år 694, väntade han i elva år på att utse nästa tronarvinge. Han valde till slut, år 683, att utse sin son med Naqi'a till kronprins framför sin äldre son Urad-Mullissu. Det var först när hennes son blev kronprins som Naqi'a började nämnas i offentliga skrifter. Under de två år hennes son var kronprins arbetade hon och hennes son för att stärka hans position. Hon sände honom utomlands för att rädda hans liv undan hans halvbröder.
År 681 f.Kr. mördades Sennacherib av två av sina söner vid hovet i Nineve. Naqi'a var närvarande vid mordet och konsulterade profetissor om framtiden. Hon återkallade sin son från hans exil, och han vann tronen efter en strid med sina halvbröder. Hon fick vid sin sons trontillträde titeln drottning. Under hennes sons regeringstid korresponderade de ständigt om politiska frågor och denna korrespondens finns bevarad.
Det står klart att hennes son frågade henne om hennes åsikt i politiska frågor, tillät henne att verkställa politiska beslut, ge audiens till dignitärer samt sammanträda med och ge order till ämbetsmännen, något som var närmast unikt i Assyrien. Hon mottog också offentliga hedersbetygelser från ämbetsmän och vasaller av ett slag som annars endast gavs till regerande kungar. Den exakta formen för hennes politiska auktoritet är dock okänd. Dokument är också bevarade från hennes affärsverksamhet och frågor kring hennes hov och hushåll.
När hennes son avled 668 f.Kr. säkrade hon maktövergången till sin sonson Ashurbanipal och mottog de styrande assyriska familjernas trohetsed till kungen: hennes namn nämndes då även före hans. Detta är sista gången hon nämns.